# Grebčine (Košute)
Grebčine je arheološko nalazište u Košutama na području Grada Trilja.

## Opis
Arheološko nalazište Grebčine nalazi se uz državnu cestu Trilj – Sinj oko 300 metara istočno od Džakulinih kuća u Košutama na području Grada Trilja. Na ovom položaju evidentirano je kasnosrednjovjekovno groblje sa stećcima. Srednjovjekovno groblje sa stećcima pruža se na blago uzvišenom položaju s lijeve i desne strane ceste u dužini oko 150 metara. Između gustog i niskog raslinja nalazi se petnaestak stećaka, od toga 6 položenih u obliku sanduka i jedan u obliku križa (križina). Analogno drugim kasnosrednjovjekovnim grobljima na području Cetinske krajine, groblje u Košutama može se datirati od 13. do početka 16. stoljeća.

## Zaštita
Pod oznakom Z-5787 zavedene su kao nepokretno kulturno dobro - pojedinačno, pravna statusa zaštićena kulturnog dobra, klasificirano kao "arheološka baština".